# Łukasz Kohut
Łukasz Marcin Kohut (Katowice, 10 september 1982) is een Poolse politicoloog, fotograaf, sociaal activist, ondernemer en politicus. Hij is leider van de Wiosna-partij in het Śląskie Voivodeship en regionale coördinator van de partij in drie provincies (Śląskie, Opolskie en Małopolskie). Daarnaast is Kohut lid van de Democratische Unie van Silezische Regionalisten en de Silezische Parelsvereniging. Hij is ook lid van het Europees Parlement van de 9e termijn.

## Curriculum vitae

### Opleiding
Hij ging naar basisschool nr. 4 in Radlin. Afgestudeerd in politicologie aan de Faculteit Sociale Wetenschappen van de Universiteit van Silezië (2006) en management en marketing van de University of Silesia School of Management (2007). In 2006 studeerde hij onder het Socrates Erasmus- programma voor management en marketing in het Finse Varkaus aan de Savonia University of Applied Sciences. Hij voltooide ook een pedagogische cursus aan de Cracow University of Technology (2005) en de School of Civil Society Leaders (2014).
Naast de moedertaal Pools verklaart hij kennis van de volgende talen: Engels, Noors, Tsjechisch en Silezisch dialect.

### Carrière
Kort na zijn afstuderen werkte hij bij een bank in Sosnowiec. In 2008 emigreerde hij naar onder meer Noorwegen, waar hij werkte in de boekhouding. In 2010 verhuisde hij naar Tsjechisch Praag, waar hij een internationaal project coördineerde tussen Noorwegen, Tsjechië en de Filipijnen. Hij coördineerde ook de internationale uitwisseling tussen Ås videregående skole en ZST Rybnik .
Sinds 2015 runt hij zijn eigen bedrijf als fotograaf  .

### Sociaal-politieke activiteiten

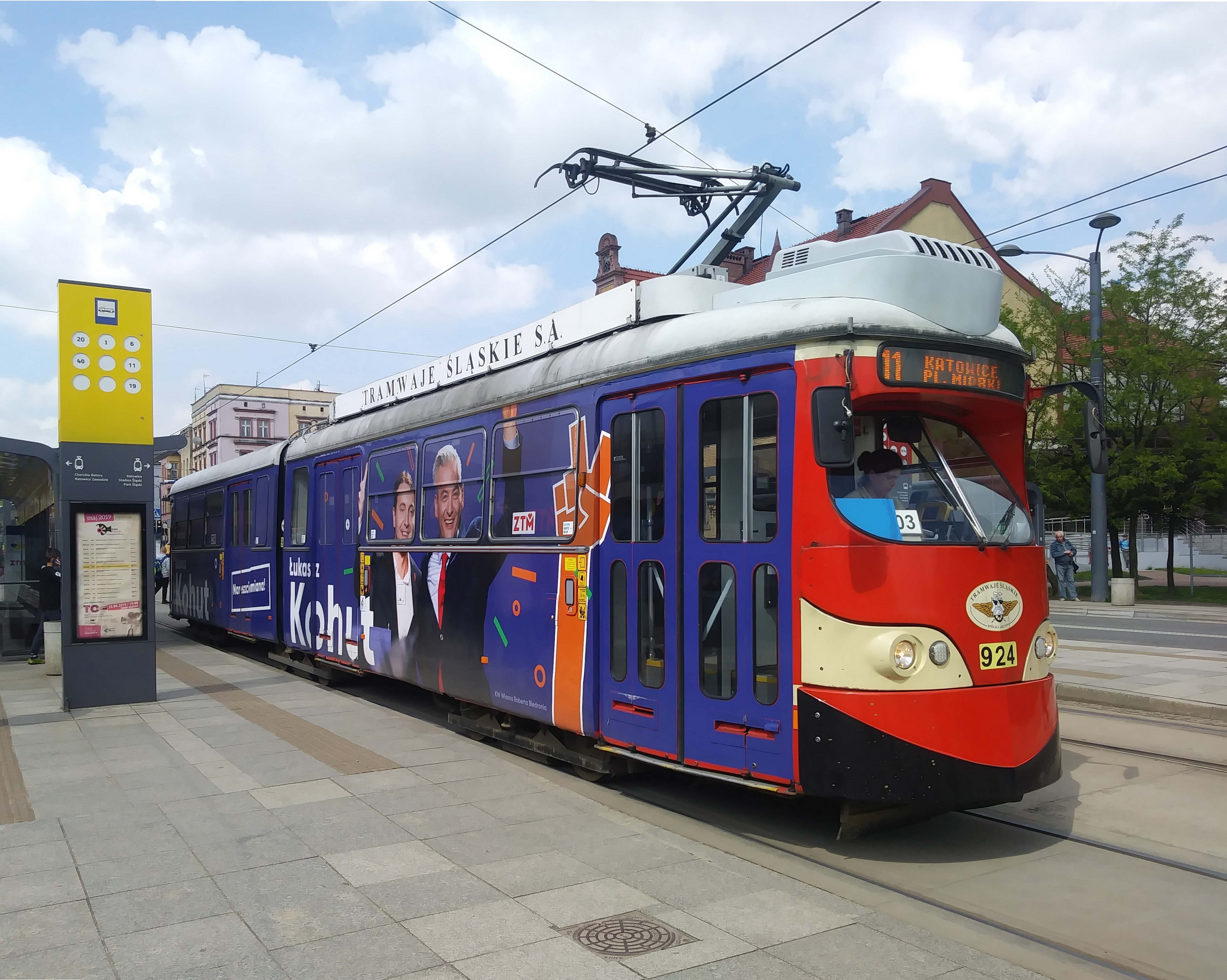
Afbeelding van Łukasz Kohut en Robert Biedroń in de tram in Chorzów vóór de verkiezingen voor het Europees Parlement (2019)

Na zijn terugkeer in Polen in 2012 werd hij lid van de Palikot-beweging, die in 2013 werd omgevormd tot Twój Ruch. In 2012 werd hij secretaris van de Poolse structuren in Rybnik en in 2014 voorzitter van het partijbestuur in district 30. Bij dezelfde lokale verkiezingen in hetzelfde jaar liep hij van de lijst van uw Beweging naar de Silezische regionale raad en ontving 1435 stemmen. Bij de parlementsverkiezingen van 2015 rende hij als vertegenwoordiger van TR van de lijst van links-links op de tweede plaats, met 5397 stemmen (beste resultaat op de lijst).
In 2015 werd hij ook lid van de Democratische Unie van Silezische Regionalisten - een vereniging die regionaal onderwijs en registratie van de Silezische taal als regionale taal bevordert. In 2016 organiseerde hij samen met de Śląskie Perły-vereniging, waarvan hij lid werd, mede zwarte protesten in de zuidelijke subregio. Deze vereniging heeft ook de oprichting van de Rybnik-vrouwenraad in 2018 geïnitieerd.
Hij won de westerse man van het jaar-plebisciet van 2016 in Rybnik.
In oktober 2017 deed hij als lid van Your Movement onder meer mee uit protest tegen de president van de Republiek Polen Andrzej Duda tijdens zijn bezoek aan Wodzisław Śląski.
In 2018 verliet hij TR. Bij de lokale verkiezingen in hetzelfde jaar zou hij als leider van de districtslijst van de Civic Coalition deelnemen aan het provinciale parlement, maar Nowoczesna raadde Wojciech Kałuża uiteindelijk aan voor deze plaats en liep daarom niet weg.
Vanaf 2017 werkte hij samen met Robert Biedron als onderdeel van het Institute of Democratic Thought. In 2019 werd hij lid van de lentepartij en de kandidaat van nummer 1 van de lente bij verkiezingen voor het Europees Parlement in kiesdistrict nr. 11 (Silezië). Hij behaalde 48.783 stemmen (3,05%) en won het mandaat van de MEP van de 9e termijn als een van de drie lentepolitici.

### Fotografie
Hij is gespecialiseerd in het Silezische landschap en concertfotografie.
In 2016 debuteerde Smolna in de Rybnik-galerij met de tentoonstelling Silezische melancholie. In hetzelfde jaar werd een tweede tentoonstelling over Silezië gemaakt - onder meer FEST-fotografie op de Rybnik-promenade en tijdens het Rybnik Photography Festival. In 2017 in "Hallo! Rybnik ”presenteerde het Borderland - het derde deel van het verhaal van Silezië. In 2018, als onderdeel van de Silezische persfotografie, ontving de foto Well al de hoofdprijs van de Silezische bibliotheeklezers, en de foto Jastrzębie en Zdrój een speciale prijs van de BWA Contemporary Art Gallery in Katowice.

## Verkiezingsresultaten
| Verkiezingen | Verkiezingscommissie                         | Orgaan                                     | Wijk     | Score          |
| ------------ | -------------------------------------------- | ------------------------------------------ | -------- | -------------- |
| 2014         | KW Your Move                                 | Parlement van de Silezische woiwodschap    | nummer 3 | 1435 (0,68%)   |
| 2015         | KKW Zjednoczona Lewica SLD+TR+PPS+UP+Zieloni | Sejm van de 8e ambtstermijn                | Nee. 30  | 5397 (1,86%)   |
| 2019         | Wiosna van Robert Biedron                    | Europees Parlement, vierde zittingsperiode | Nee. 11  | 48.783 (3,05%) |

## Publicaties
- Verbreding van de kennis over arbeidsmarkten in Polen en Noorwegen (2012)
- Regional Weekly "Nowiny" - columnist sinds 2016